# Marimba de arco
La Marimba de arco nicaragüense es una variante sencilla de la Marimba -instrumento musical de origen africano -que no ha sufrido cambios significativos en su estructura, solamente en algunos de los materiales con que es elaborada.

## Antecedentes
En Guatemala, la marimba evolucionó de manera admirable llegando a construirse con doble teclado y con capacidad de producir escalas cromáticas, dándole cabida a la posibilidad de ser ejecutada por varios músicos a la vez. Se cree que la marimba de arco cayó en desuso -en Centroamérica- alrededor de 1840, a la par de las innovaciones que Manuel Bolán, célebre músico chiapaneco hizo a la marimba y al grupo de marimba.

## Marimba de arco en Nicaragua
Se trata de un instrumento muy sonoro, con un registro que da buena libertad para tocar melodías, y sobre todo, que es un instrumento completamente portable, tocado por una persona (marimbero solista). Su música es acompañada tradicionalmente de guitarra y guitarrita, a veces se le suma una quijada de burro, maracas, contrabajo pequeño e incluso una batería de pailas con cencerro.

### Materiales
Tiene un total de 22 teclas, antaño fabricadas con madera de cuajichote, especie hoy casi en extinción, por lo que se ha sustituido por ñámbar, granadillo, suncho, coyote e incluso caoba.
Las teclas están sujetas a dos reglas soporte de madera, generalmente hechas de ñámbar.
En los extremos de éstas, se fija un bejuco, mismo que se saca de una especie que crece en las laderas de la laguna de Masaya y conocida popularmente con el nombre de Cucharilla. A esta rama muy flexible y resistente se le da forma de arco (en semicírculo), de donde toma su nombre este tipo de marimba. Este arco se puede recargar sobre la parte anterior de la cintura para tocar la marimba de pie, o puede el ejecutante sentarse en él, a la vez que el teclado descansa sobre sus piernas. También sirve para echarse la marimba al hombro y cargarla.
El arco es sujetado al soporte de madera mediante dos tiras o correas de cuero.
Las "cajas de resonancia" originalmente eran hechas con jícaras o calabazas de diferentes tamaños; sin embargo, han sido sustituidas por cumbos o cuchumbos de madera de cedro, en forma de cilindro, rajados por la mitad, ahuecados y vueltos a unir por la misma veta.
Se toca mediante tres bolillos o mazas de madera con los bordes de hule o caucho y que corresponden dos a la mano derecha para llevar la melodía y uno a la mano izquierda para llevar los bajos.

### Escala musical
La marimba de arco nicaragüense cubre la escala diatónica, es decir las siete notas blancas del piano, sin incluir los bemoles o sostenidos que proporcionan las teclas negras; sin embargo, debajo de la regla que sirve de soporte al instrumento, está un pequeño depósito para poner cera de abejas y que colocada en cierta proporción debajo de una determinada tecla, puede producir un semitono que equivale al bemol o sostenido.

## Instrumento nacional
La marimba de arco es el instrumento musical que resalta en la música y bailes folclóricos de la región del Pacífico nicaragüense.
Se cree que en territorio del actual municipio de Nandaime, se ubicó una importante concentración de esclavos africanos, que fueron quienes trajeron el instrumento que fue asimilado por los pueblos vecinos descendientes Chorotegas.
Los monimboseños son de origen chorotega-mangue, reacios a absorber costumbres exóticas o foráneas, pero que adoptaron el instrumento con entusiasmo.
La Comunidad Indígena de Monimbó, es localizada en el centro de la ciudad de Masaya y en el corazón de Nicaragua. Famosa es la frase: "Monimbó es Nicaragua".

## Repertorio
El repertorio que abarca una marimba de arco está limitado, obviamente, por la escala que logra cubrir. El ritmo más adaptado es el Son nica en su versión de Son monimboseño, también llamado Jarabe monimboseño.
Una de las piezas musicales más representativas dentro del folklore musical nicaragüense es "Dos bolillos", de autor desconocido y que se dice tiene más de trescientos años de antigüedad. En su estructura se logran adivinar algunos aires del período barroco tardío, apreciado más fácilmente en el arreglo musical para orquesta de cámara que interpreta magistralmente Camerata Bach .
Otras piezas folclóricas (unas anónimas y otras de autores nacionales conocidos) son:
- La Danza Negra (cuya música fue integrada en la Misa Campesina Nicaragüense por Carlos Mejía Godoy)
- El Cuartillado o El Acuartillado
- El Garañón
- El Son de la Vaca
- El Sapo
- El Zanatillo
- El Zopilote
- El Zapateado
- Los Aguacates
- El Jarabe Chichón
- La Miel Gorda
- El Mate Amargo
- Aquella Indita (compuesta por don Elías Palacios Ruiz a María Estela, una de sus hijas)
- El Nandaimeño (de Camilo Zapata)
- El Solar de Monimbó (compuesta por Camilo Zapata)
- Monimbó (compuesta por Erwin Kruger)
- Mamá Chilindrá
- La Concheña

## Marimberos reconocidos
Los mejores instrumentistas marimberos de Nicaragua son del departamento de Masaya.
Entre los virtuosos destaca don Elías Palacios Ruiz, originario del Valle de La Laguna de Masaya, fallecido en 2008 a la edad de 73 años. Hijo de María Ruiz y Manuel Palacios, fue un gran fabricante e intérprete de marimba. Aprendió a tocar y fabricar la marimba a la edad de nueve años. Fue el primer intérprete en grabar un disco de larga duración (LP) con música de marimba de arco. Sus hermanos Anastasio, Salvador, Carlos, Juan, Eugenio, Manuel y Laura, fueron grandes marimberos.
También, merece ser nombrado don Alfonso Flores ("Tun Tun") quien fue un gran maestro que enseñó la ejecución de la marimba a cientos de niñas y niños en la Escuela de Arte "Flavio Galo" fundada en la Colonia Nicarao de Managua.